# Zdenka Kovačiček
Zdenka Kovačiček (Zagreb, 16. siječnja 1944.) je hrvatska jazz i rock pjevačica. Jedna je od najznačajnijih i eminentnih osoba na hrvatskoj glazbenoj sceni.
S trinaest godina svoju vokalnu karijeru započinje u duetu 'Hani', gdje pjeva zajedno s Nadom Žitnik. Nakon što se duet razišao nastupa po Europi u raznim klubovima, gdje je pjevala s mnogim poznatim glazbenicima (Bill Haley, The Kinks, INK Spots i drugima) i otkrila svoj talent prema jazzu, soulu i bluesu, a po povratku počinje suradnju s najboljim zagrebačkim jazzerima Boškom Petrovićem, Miljenkom Prohaskom, Damirom Dičićem i mnogim drugima.
Tijekom svoje glazbene karijere surađuje s mnogim kultnim sastavima poput Nirvane (zagrebački trio), Timea, Bijelog dugmeta, YU jazz-rock selekcija, dok suradnja s Telephone blues bandom traje još i danas.

## Životopis
Zdenka Kovačiček rođena je 16. siječnja 1944. godine u Zagrebu. Svoju karijeru započinje već kao curica nastupajući u zagrebačkom kazalištu mladih, gdje je glumila, pjevala i plesala. 1957. godine zajedno s Nadom Žitnik osniva duet Hani. Nastupaju na TV-u, snimaju film i postižu veliku popularnost. Odlaze na turneju po Europi gdje nastupaju s velikim glazbenim zvijezdama kao što su Peter Kraus, Lou Van Burg, Bill Haley.

### 1970-e
Nakon što se duet Hani razišao, Zdenka Kovačiček krajem 1960-ih sa svojim sastavom pjeva po europskim klubovima. U to vrijeme otkriva svoj veliki talent prema jazzu, soulu, bluesu i gospelu. Po povratku kući započinje suradnju s najboljim zagrebačkim jazzerima poput Boška Petrovića, Miljenka Prohaske, Damira Dičića i drugih. 1970. godine na Opatijskom festivalu izvodi skladbu "Zbog jedne melodije davne" (Miljenko Prohaska) i osvaja prvu nagradu stručnog žirija. Ovaj uspjeh obilježio je njezin povratak na hrvatsku scenu i najavio početak njezine solo karijere.
Početkom 1970-ih nastupa na raznim festivalima i osvaja brojne glazbene nagrade. 1971. godine na Zagrebačkom festivalu izvodi skladbu Kornelija Kovača "Otvorila sam prozor", iste godine na Beogradskom proljeću izvodi skladbu Vojkana Borisavljevića "Ljubav" i osvaja nagradu kao debitant. Čitavu 1972. godinu provodi na turneji po bivšem Sovjetskom Savezu.
Nakon što se vratila s turneje po Sovjetskom Savezu okreće se rock glazbi i počinje suradnju sa zagrebačkom skupinom 'Nirvana'. 1973. godine na BOOM festivalu u Ljubljani ispred sedam tisuća gledatelja, izvode skladbu "Klik temu broj 1", koja je uvrštena na dvostruki album BOOM Pop Fest '73 (Jugoton). Od toga nastupa pa do danas nosi karizmu najprimjerenijeg ženskog rock vokala.
Sredinom sedamdesetih nastupa u rock operi "Grička vještica" (Ivica Krajač, Karlo Metikoš i Miljenko Prohaska) u kazalištu Komedija, pjeva s YU jazz rock selekcijom i sudjeluje na snimanju albumu Pop od Tihomira Asanovića, kojeg 1976. godine objavljuje diskografska kuća Jugoton. U to vrijeme njezino ime se spominje u rock i jazz glazbi, nastupa na svakoj većoj smotri bluesa i soula, odnosi brojne nagrade i bude proglašena najboljim ženskim vokalom u državi.
Godine 1976. osniva ritam i blues, rock i soul sastav 'Zdenka express', s kojim izvodi skladbu "Hallo, Mr. Elton John", a koja se nalazi na koncertnoj kompilaciji BOOM festival '76. (PGP RTB). 1978. godine s Big bandom Igora Savina i njegovim studijskim sastavom snima album sa skladbama istaknutih skladatelja kao što su Goran Bregović, Kornelije Kovač, Vanja Lisak, Vladimir Delač i drugi. Ostvaruju suradnju s kultnim sastavima Nirvana (zagrebački trio), Time, Bijelo dugme, Telephone blues band i mnogim drugim.

### 1980-e
Godine 1984. izdaje studijski album Frka, kojeg objavljuje diskografska kuća Jugoton. Glazbu za materijal napisao je Kire Mitrev dok je tekst iz knjige "Konstatacija jedne mačke", Slavice Maras.
1989. godine objavljuje album na engleskom jeziku Love is a game, na kojem ostvaruje suradnju s Daliborom Paulikom i Davidom Stopperom. Album promovira na festivalima u Los Angelesu, Finskoj i na Middemu u Cannesu.
U to vrijeme često nastupa s Telephone blues bandom kojeg predvodi basista Tomas Krkač (bivši član sastava Nirvana), najčešće u klubu 'Saloon' na večerima "Ruby Tuesday".

### 1990-e
Krajem osamdesetih i početkom devedesetih ostvaruju suradnju s producentom i dirigentom Vanjom Lisak. 1991. godine izdaje album Happy jazz album, koji sadrži klasične jazz skladbe, a na materijalu gostuju Georgije Garanjani i Peppino Principe. Materijal se sastoji od jazz obrada "Dobro veče jazzeri" (obrada Bajagine skladne "Dobro jutro jazzeri") i "Mercedes-benz" (skladba Janis Joplin), a sadrži i njezinu uspješnicu "Zbog jedne davne melodije" (Prohaska/Britvić). Sastav Vanje Liska bio je u postavi Mladen Baraković na bas-gitari, Vlado Vuković na bubnjevima, Georgije Garanjani alt saksofon i Miroslav Sedak Benčić tenor saksofon.
Za vrijeme Domovinskog rata podržava sve dobrotvorne koncerte širom Hrvatske i inozemstva, gdje održava brojne koncerte u sastavu 'Cro Music Aida'.
Album Happy jazz album vol. II izdaje 1994. godine, a objavljuje ga diskografska kuća Croatia Records. Lisak i Kovačiček materijal za album snimaju 2. i 3. siječnja 1993. u B. P. klubu i u studiju radio Zagreba i uz klasične jazz skladbe sadrži i "Dok razmišljam o nama" od Josipe Lisac. Kao glazbeni gosti na albumu sudjeluju poznati zagrebački jazz glazbenici i tamburaški orkestar HRT-a. Zajedno s triom Vanje Liska održava kraću turneju po Austriji i Italiji.
Kompilacijski album Žuta ruža (Orfej), objavljuje 1996. godine, a sadrži njezine festivalske i radijske skladbe snimljene između 1959. do 1995. godine. 1999. godine ostvaruje suradnju s mladim skladateljem Markom Tomasovićem i objavljuje studijski album Zdenka Kovačiček (Croatia Records). Skladba "Žena za sva vremena" postaje velikom uspješnicom i vraća je u sam vrh popularnosti. Na Zagreb festu 2000. osvaja Grand Prix i pobjeđuje sa skladbom "Vrati se u moje dane", koja osvaja hrvatske top ljestvice.

### 2000-e
Početkom 2000-ih za HRT snima brojne nastupe od kojih su neki "Do zvijezda zajedno" u Gavelli, jednosatni TV nastup "I to sam ja", 2001. nastupa na Dori (Hrvatska pjesma za pjesmu Europe), isto i 2003. kada osvaja 4. mjesto, nastup na HRF-u Vodice 2001., MHJ 2001., Split 2001., Etnofest Neum 2001. i mnogi drugi.
Godine 2001. potpisuje ugovor s izdavačkom kućom Cantus i objavljuje album Ja živim svoj san na kojemu je otpjevala skladbe Marka Tomasovića. Producent i aranžer na materijalu bio je Duško Mandić. Za izvedbu na tom albumu 2002. godine osvaja prestižnu hrvatsku diskografsku nagradu Porin u kategoriji za najbolji ženski vokal.
Godine 2004. za izdavačku kuću Cantus objavljuje album pod imenom To Be Zdenka, na kojemu je skladatelj bio Tomasović i na kojem je nanovo snimila skladbu "Žena za sva vremena".

## Ostalo
- 1998. glumi u kazališnoj predstavi "Obljetnica braka", od K. Zidarića.
- 2003. sudjeluje u rock operi "Princeza na zrnu graška" u Trstu.
- 2008. predstavom "Priča o Janis" obilježava svojih pedeset godina karijere.[4]
- 2018. kao gošća natjecateljica u emisiji "Volim Hrvatsku".
- 2020. kao natjecateljica na "Dori".
- 2021. – Dobitnica Porina za životno djelo[5]

## Diskografija

### Studijski albumi
- 1978. Zdenka Kovačiček (PGP RTB)
- 1984. Frka (Jugoton)
- 1989. Love is a game (Suzy)
- 1991. Happy jazz album - zajedno s Vanjom Lisak i Georgijem Garanjanom (Helidon)
- 1994. Happy jazz album vol. II (BJ Promotions / Croatia Records)
- 1996. Žuta ruža (Orfej)
- 1999. Zdenka Kovačiček (Croatia Records)
- 2001. Ja živim svoj san (Cantus)
- 2004. To Be Zdenka (Cantus)

### Kompilacije
- 1973. BOOM festival '73 - LP1-b-2 "Klik tema br. 1" - Zdenka Kovačiček i trio "Nirvana"
- 1976. BOOM festival '76 - LP-b-2 "Hallo mr. Elton John" - Zdenka express
- 1977. Leteća diskoteka - Zoran Modli - "Hallo mr. Eltohn John" -  Zdenka Kovačiček
- 1980. Ne daj se Ines - Rade Šerbedžija - LP-b-3 "Pa to je krasno" - Rade Šerbedžija i Zdenka Kovačiček
- 1981. 27. festival Zagreb - LP-a-4 "Frka" - Zdenka Kovačiček i grupa "Kim"
- 1995. CRO FEST - Zabavne melodije 1 - CD-tr.14 " Bože, ti se moja nada"
- 1997. 
  1. Janez Gregorc - Filmska glazba - CD-tr.3 "Ubij me nežno" - Zdenka Kovačiček
  2. Pierrot ili tajne noći - Guus Ponsioen pjevaju i govore : Zdenka Kovačiček, Ivica Zadro, Vitomira Lončar, Boris Svrtan, Dubravka Šeparović i Ladislav Vrgoč
- 1998. 1. Hrvatski jazz sabor - Vol. 1 - CD-tr.8 "Straight up & Fly right" - Zdenka Kovačiček i Damir Dičić kvartet
- 1999.
  1. 2. Hrvatski jazz sabor - Vol. 1 - CD-tr.2 "What a difference a day made" - Zdenka Kovačiček i Buco Meisner
  2. Goran Bregović - CD-tr.1 "Ti nikad nećeš znati srce jedne žene" - Zdenka Kovačiček i Bijelo dugme
- 2002.
  1. Melodije Istre i Kvarnera - MIK - CD-tr.4 "Između nas" - Zdenka Kovačiček
  2. Big band Čakovec - Live at CZK CD-tr. 10 - "Žuta ruža", 11 - "The shadow of your smile", 12 - "Ok,all right you win" - Zdenka Kovačiček i Big Band Čakovec
  3. Carinthian Swing combo - Live in Klagenfurt CD-tr.1 - "What a difference a day made & Whiskey drinkin' mama", 5 - "Gorgia", 12 - "New York, New York" - Zdenka Kovačiček
- 2003.
  1. Krapina 2003. - CD-tr. 8 "Misel na tebe" - Zdenka Kovačiček
  2. Big Band HRT-a i solisti - CD-tr.4 "Georgia" - Zdenka Kovačiček i Wolfgang Schreiner
- 2004. Krapina 2004. - CD-tr.12 "Skriti falačec" - Zdenka Kovačiček
- 2005. Krapina 2005. - CD-2-tr.7 "Dečec moj Zagorski" - Zdenka Kovačiček, Ilirci i Kaj

### Singlovi
- 1971. - "Žuta ruža" / "Voli me još danas"
- 1973. - "Dani ljubavi i dani mržnje" / "Ljubavi, ljubavi"
- 1973. - "Tajna" / "Što je to"
- 1975. - "Ti nikad nećeš znati srce jedne žene" / "Kobra"
- 1976. - "Hello, Mr. Elton John" / "Mali crni brat"
- 1977. - "Vjerovao ti ili ne" / "Poznaješ li pravo lice"

## Kazalište
Zdenka Kovačiček postala je član Zagrebačkog kazališta mladih (bivšeg PIK-a) već s 5 godina gdje je pohađala satove glume, pjevanja i plesa, te je već u svojoj najranijoj mladosti s predstavama tog najpoznatijeg dječjeg kazališta obišla Europu. Sve do početka svoje pjevačke karijere ostala je član ZKM-a. Ponovni susret s kazalištem dogodio se 1979. godine u kazalištu Komedija u rock operi autra Karla Metikoša, Ivice Krajača i Miljenka Prohaske, "Grička vještica" prema romanu Marije Jurić - Zagorke. Nastupala je u preko 200 izvedbi u ulozi babe Urše.
Od 1984. godine pa nadalje slijedi pohađanje glumačke klase Marije Kohn i kasnije Krešimira Zidarića u kazalištu Bagatela koji vodi Slavica Maras. Oduševljen glumačkim talentom Zdenke Kovačiček, Krešimir Zidarić osniva glumačku grupu sastavljenu od zaljubljenika u kazalište i talentiranih glumaca pri sveučilištu Moša Pijade u Zagrebu. Tako nastaje uspješna komedija "Obljetnica braka" u kojoj glavne uloge igraju Zdenka Kovačiček i Krešimir Zidarić za koju Zdenka Kovačiček odabire i glazbene brojeve. Predstava je premijerno prikazana u kazalištu Vidra pred brojnom oduševljenom publikom. Smrt Krešimira Zidarića prekinula je na neko vrijeme velike planove i gostovanja vezana za tu predstavu.
Priliku da nanovo pokaže svoj talent glumice, imitatorice i voditeljice, dobila je 1997. godine u jednosatnoj vlastitoj emisiji na HRT-u, pod nazivom I to sam ja.
Nakon toga dobiva poziv slavnog režisera Damira Zlatana - Freya u slovensko stalno gledališće u Trstu 2002. godine i glavna uloga u rock operi "Princesa na zrnu graha" gdje Zdenka Kovačiček ponovno oduševljava publiku i kritičare u slovenskim, talijanskim i hrvatskim medijima.
Najveći kazališni uspjeh doživjela je 25. listopada 2008. godine, na premjeri njenog najnovijeg projekta  "S ljubavlju, Janis" Dobila je burne ovacije publike koje traju i danas sa svakom novom izvedbom ovog odličnog mjuzikla. Zanimljivo je da se radi o Europskoj praizvedbi i da je Zdenka Kovačiček prva "Europska Janis Joplin", a i po mnogim kritičarima je i ona jedina pjevačica koja je sposobna imitirati blues pjevačicu Janis Joplin svojim jedinstvenim vokalom i vrhunskom interpretacijom.
Mjuzikl "S ljubavlju, Janis" rađen je prema autobiografskoj knjizi koju je 1992. godine objavila Laura Joplin, sestra Janis Joplin, temeljenu na pismima koja je Janis redovito pisala svojoj obitelji, a po kojoj je Randall Myler napisao istoimeni broadwayski hit. U tim pismima i njezinoj glazbi opisan je Janisin kratak i turbulentan život. Ulogu Janis Joplin tumače u prvom redu Zdenka Kovačiček, koja pjeva većinu glazbeno zahtjevnijeg repertoara, dok ulogu Janis Joplin u mladim danima tumači Marija Borić. Na pozornici se istodobno nalazi 11 ljudi, glazbenika i glumaca, a petnaestak Janisinih hitova koji se izvode, poslagani su prema tijeku njezine životne priče, a izvode ih uz pratnju poznatih zagrebačkih rockera kao što su Branko Bogunović, Neven Mijač i drugi, dok će od glumaca tu biti još i Jasna Palić-Picukarić, Davor Svedružić i Adam Končić.

## Vanjske poveznice
- Službene stranice Zdenke Kovačiček